# Artemio Franchi
Artemio Franchi (ur. 8 stycznia 1922 we Florencji, zm. 12 sierpnia 1983 w Sienie) – włoski prawnik i działacz sportowy, prezydent UEFA, jego imieniem nazwano dwa włoskie stadiony.
Uzyskał doktorat praw, był biznesmenem. Działał w Fiorentinie, w latach 1967-1980 pełnił funkcję prezydenta Włoskiej Federacji Piłki Nożnej (Federazione Italiana Giuoco Calcio). W 1973 został wybrany prezydentem UEFA w miejsce zmarłego Szwajcara Gustava Wiederkehra. Był także wiceprezydentem światowej federacji FIFA i wchodził w skład czterech komitetów organizacyjnych finałów mistrzostw świata (1974, 1978, 1982 i 1986). Meksykańskiego mundialu już nie dożył – zmarł w sierpniu 1983 w wyniku obrażeń odniesionych w wypadku samochodowym.
Federacja Urugwaju zgłosiła go na patrona spotkań między mistrzami Europy i Ameryki Południowej (Puchar Franchiego). Pierwszy taki mecz odbył się w 1985.